# مسیر آزاد متوسط

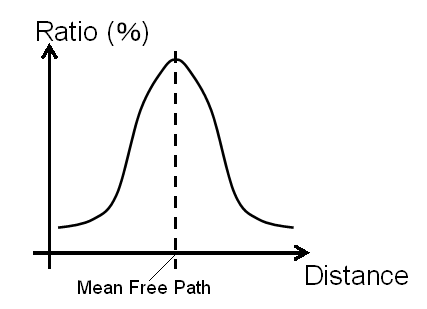
طرح‌وارهٔ طول پیمایش آزاد (Mean free path)

طول پیمایش آزاد یا مسافت آزاد میانگین یا پویش آزاد میانگین (به انگلیسی: Mean free path) در فیزیک به معنای فاصله‌ای است که یک ذره (فوتون، اتم یا مولکول) بین دو برخورد پیاپی می‌پیماید. این برخورد بر جهت، انرژی و دیگر خواص ذره تأثیر می‌گذارد.

## مسافت آزاد میانگین در نظریه جنبشی
در نظریه جنبشی به متوسط مسافت طی شده توسط ذره، بین یک برخورد تا برخورد با ذره متحرک دیگر را مسافت آزاد میانگین گویند که از رابطهٔ زیر قابل محاسبه است:
{\displaystyle \ell =({\sqrt {2}}\,n\sigma )^{-1}.\,}
و یا به بیان دیگر:
{\displaystyle \ell ={\frac {k_{\rm {B}}T}{{\sqrt {2}}\pi d^{2}p}}}
در جدول زیر مقادیر معمول برای هوا در فشارهای مختلف و در دمای اتاق فهرست شده است:
| میزان خلأ          | فشار در مقیاس هکتوپاسکال (میلی‌بار) | مولکول / cm۳ | مولکول / m۳ | مسافت آزاد میانگین      |
| ------------------ | ---------------------------------- | ------------ | ----------- | ----------------------- |
| فشار محدود         | ۱۰۱۳                               | ۱۰۱۹ ×۲٫۷    | ۱۰۲۵×۲٫۷    | ۶۸ نانومتر              |
| خلأ کم             | ۳۰۰ – ۱                            | ۱۰۱۹ – ۱۰۱۶  | ۱۰۲۵ – ۱۰۲۲ | ۰٫۱ – ۱۰۰ میکرومتر      |
| خلأ متوسط          | ۱ – ۱۰−۳                           | ۱۰۱۶ – ۱۰۱۳  | ۱۰۲۲ – ۱۰۱۹ | ۰٫۱ – ۱۰۰ میلی‌متر       |
| خلأ زیاد           | ۱۰−۳ – ۱۰−۷                        | ۱۰۱۳ – ۱۰۹   | ۱۰۱۹ – ۱۰۱۵ | ۱۰ سانتی‌متر – ۱ کیلومتر |
| خلأ بسیار زیاد     | ۱۰−۷ – ۱۰−۱۲                       | ۱۰۹ – ۱۰۴    | ۱۰۱۵ – ۱۰۱۰ | ۱ کیلومتر– ۱۰۵ کیلومتر  |
| خلأ فوق‌العاده زیاد | ۱۰−۱۲>                             | ۱۰۴>         | ۱۰>         | >۱۰۵ کیلومتر            |